# 118230 Sado
118230 Sado este un asteroid din centura principală de asteroizi.

## Descriere
118230 Sado este un asteroid din centura principală de asteroizi. A fost descoperit pe 30 noiembrie 1996 la Chichibu de Naoto Satō. Asteroidul prezintă o orbită caracterizată de o semiaxă mare de 2,72 ua, o excentricitate de 0,28 și o înclinație de 11,1° în raport cu ecliptica.